# شهرام عبدلی
شهرام عبدلی (۲۹ اردیبهشت ۱۳۵۵ – ۶ اسفند ۱۴۰۱) بازیگر اهل ایران بود. شهرام عبدلی بیشتر در تلویزیون فعال بود و کمتر در آثار سینمایی ظاهر می‌شد. ورود او به تلویزیون با سریال همسفر (۱۳۷۹) آغاز شد و با بازی در سریال خط قرمز (۱۳۸۰–۱۳۸۱) به شهرت رسید. او بیشتر ایفاگر نقش‌های ضدقهرمان بود.

## زندگی
شهرام عبدلی در ۲۹ اردیبهشت ۱۳۵۵ در خانواده‌ای ترک‌زبان اردبیلی در جوادیه تهران زاده شد. او یک خواهر و یک برادر داشت. آنها تا دوران نوجوانی ساکن منطقه قلعه‌مرغی بودند و بعدها به شهرک اکباتان رفتند. شهرام عبدلی از سال اول ابتدایی در گروه تئاتر مدرسه به بازیگری علاقه نشان داد و هرساله در تئاتر مدرسه شرکت می‌کرد. او فارغ‌التحصیل رشته ادبیات بود. همسر او، سالومه شاهرخی نیز بازیگر است. آنها دو فرزند پسر داشتند.
شهرام عبدلی کار بازیگری را در سال ۱۳۷۸ به عنوان بازیگر مهمان در مجموعه تلویزیونی همسفر از قاسم جعفری آغاز کرد. او در سال ۱۳۸۰ در مجموعه تلویزیونی خط قرمز به کارگردانی قاسم جعفری حضور یافت. او نقش ضدقهرمان این مجموعه را ایفا کرد که با آن به شهرت گسترده‌ای رسید. به گفتهٔ قاسم جعفری، هنگام فیلم‌برداری سکانس مرگش زیر بار نرفت و ۲ روز خودش را در اتاقی حبس کرد و اصرار داشت تا ته قصه بماند و زود کشته نشود. نخستین حضور سینمایی او در فیلم دختری در قفس بود.

## درگذشت

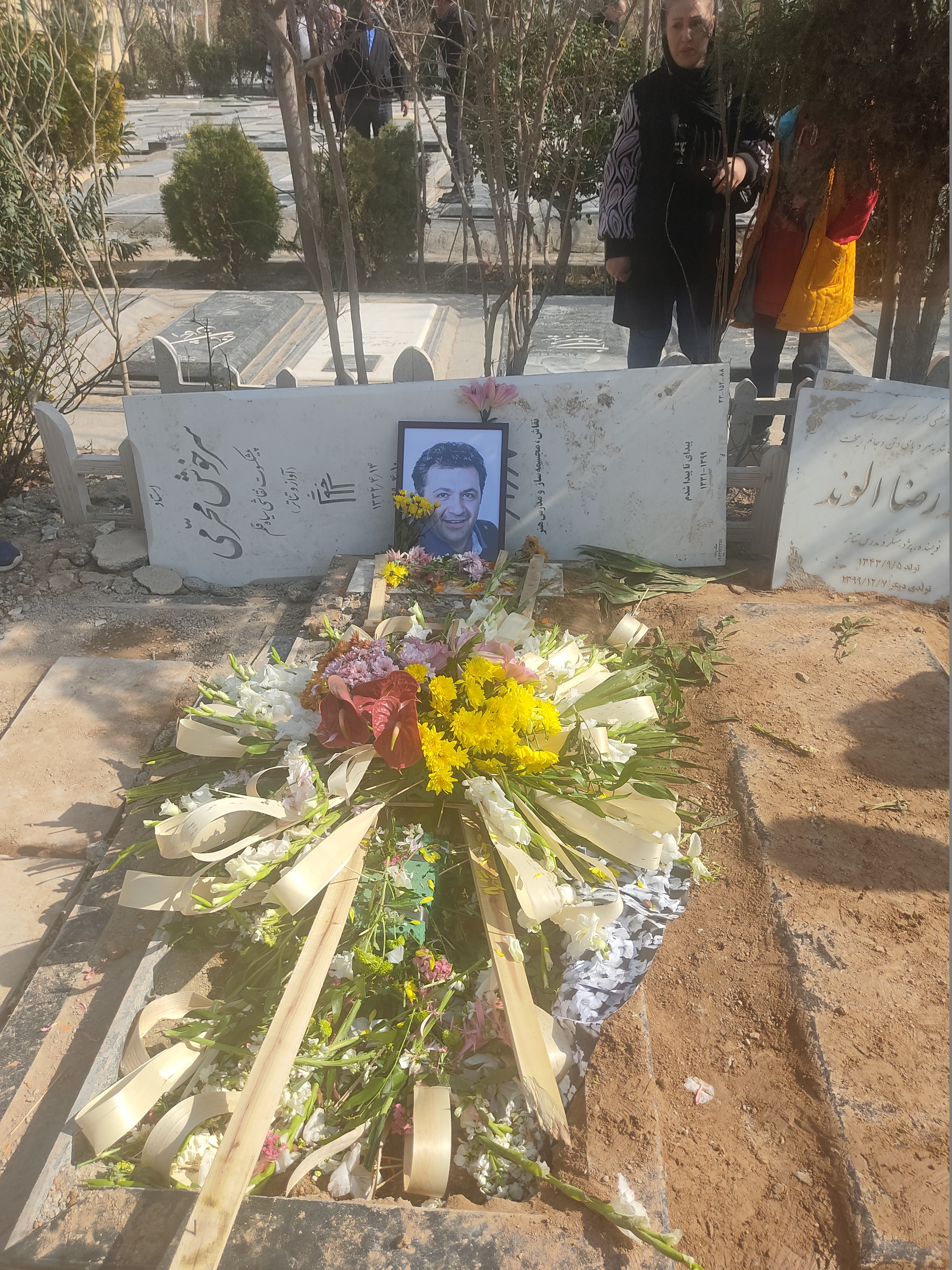
آرامگاه شهرام عبدلی پس از مراسم تشیع جنازه، ۷ اسفند ۱۴۰۱

شهرام عبدلی در مشهد در یک پروژه سریال خانگی به نام آسوده باش حضور داشت که در هتل دچار سردرد شدید و سرگیجه شد و به بیمارستان قائم مشهد مراجعه کرد. پس از سی‌تی اسکن مغز مشخص شد وی دچار خونریزی مغزی شده و بعد از چند ساعت به حالت کما رفت و پس از عمل جراحی هم نتوانست هوشیاری کامل به دست بیاورد. وی روز شنبه ۶ اسفند ۱۴۰۱ در بیمارستان قائم مشهد درگذشت.

## فیلم‌شناسی

### سینمایی
| سال  | عنوان فیلم سینمایی | کارگردان             | توضیحات |
| ---- | ------------------ | -------------------- | ------- |
| ۱۴۰۱ | رکسانا             | پرویز شهبازی         |         |
| ۱۳۹۹ | روز چهاردهم        | محمود ناظری          |         |
| ۱۳۹۸ | نفس‌های آرام        | میثم هاشمی طبا       |         |
| ۱۳۹۸ | کودک ۵۰ ساله       | عباس شوقی            |         |
| ۱۳۹۵ | ماه‌گرفتگی          | مسعود اطیابی         |         |
| ۱۳۹۵ | بیگانه با خود      | جمشید بیات ترک       |         |
| ۱۳۹۴ | به خاطر سوگند      | سید رحیم حسینی       |         |
| ۱۳۹۴ | عمو جان هیتلر      | حمید ابراهیمی        |         |
| ۱۳۹۲ | آقای ناقابل        | سید محسن میرحسینی    |         |
| ۱۳۹۱ | سوگند              | فربد شکرایی          |         |
| ۱۳۹۰ | یکی برای همه       | محمد آهنگرانی        |         |
| ۱۳۸۹ | مسیر آسمان         | علی عطشانی           |         |
| ۱۳۸۸ | عبور در غبار       | حجت‌الله سیفی         |         |
| ۱۳۸۵ | قصه دل‌ها           | هوشنگ درویش پور      |         |
| ۱۳۸۸ | سرقت ادبی          | رضا بهشتی            |         |
| ۱۳۸۱ | دختری در قفس       | قدرت‌الله صلح میرزایی |         |

### مجموعه تلویزیونی
| سال       | عنوان مجموعه                 | سمت          | کارگردان                     | توضیحات                                 |
| --------- | ---------------------------- | ------------ | ---------------------------- | --------------------------------------- |
| ۱۴۰۱      | هفت سر اژدها                 | بازیگر       | ابوالقاسم طالبی              | شبکه سه                                 |
| ۱۴۰۱      | راز ناتمام                   | بازیگر       | امین امانی                   | شبکه یک                                 |
| ۱۴۰۰      | فانوسک‌های آبادی              | بازیگر       | آزیتا ترکاشوند               | شبکه دو                                 |
| ۱۴۰۰      | شب‌های مافیا                  | بازیگر       | سعید ابوطالب                 | شبکه نمایش خانگی                        |
| ۱۴۰۰      | شوتبال                       | بازیگر مهمان | محمد پیوندی                  | شبکه نسیم ویژه نوروز                    |
| ۱۴۰۰      | چهل تیکه                     | بازیگر مهمان | الهام حاتمی                  | شبکه نسیم                               |
| ۱۴۰۰      | جمعمون جمعه                  | بازیگر       | محمد مسلمی                   | شبکه دو                                 |
| ۱۴۰۰      | فرشتگان بی‌بال                | بازیگر       | امیرحسین عنایتی              | شبکه پنج                                |
| ۱۴۰۰      | صبح آخرین روز                | بازیگر       | حسین تبریزی                  | شبکه دو                                 |
| ۱۳۹۹      | جلال ۲                       | بازیگر       | حسن نجفی                     | شبکه یک                                 |
| ۱۳۹۹      | خانه آقاجان                  | بازیگر       | علی حسن‌زاده                  | شبکه شما                                |
| ۱۳۹۸      | حکایت‌های کمال                | بازیگر       | قدرت‌الله صلح میرزایی         | شبکه دو                                 |
| ۱۳۹۷      | راه و بیراه                  | بازیگر       | داود بیدل                    | شبکه یک                                 |
| ۱۳۹۷      | سر دلبران                    | بازیگر       | محمدحسین لطیفی               | ماه رمضان شبکه یک                       |
| ۱۳۹۷      | کودک شو                      | بازیگر       | رضا نصیری شهررضایی           | شبکه نسیم قسمت ۴۴                       |
| ۱۳۹۵      | بلندی‌های زیرپا               | بازیگر       | محسن معینی                   | شبکه چهار                               |
| ۱۳۹۵      | پرستاران                     | بازیگر       | علیرضا افخمی محمود رضا تخشید | شبکه یک                                 |
| ۱۳۹۵      | در قصه‌ها زندگی می‌کنند        | بازیگر       | داود بیدل                    | شبکه دو                                 |
| ۱۳۹۴      | شیوع                         | بازیگر       | محمود معظمی                  | شبکه یک                                 |
| ۱۳۹۴      | غیرعلنی                      | بازیگر       | مهرداد خوشبخت                | شبکه دو                                 |
| ۱۳۹۴      | آسمان من                     | بازیگر       | محمدرضا آهنج                 | شبکه افق قسمت ۱۶ و ۱۵                   |
| ۱۳۹۴      | آخرین فرستاده                | بازیگر       | سید ابوالفضل سنگ سفیدی       | شبکه یک                                 |
| ۱۳۹۴      | معمای شاه                    | بازیگر       | محمدرضا ورزی                 | شبکه یک                                 |
| ۱۳۹۳      | فاخته                        | بازیگر       | محمود معظمی                  | شبکه دو                                 |
| ۱۳۹۲      | پروانه                       | بازیگر       | جلیل سامان                   | شبکه سه                                 |
| ۱۳۹۲      | تشنه لب                      | بازیگر       | احمدرضا احمدیان              | شبکه فارس ویژه محرم                     |
| ۱۳۹۲      | شب شیشه ای                   | بازیگر       | مسعود رشیدی                  | شبکه سه                                 |
| ۱۳۹۱      | تکیه بر باد                  | بازیگر       | محمود معظمی                  | شبکه تهران                              |
| ۱۳۹۱      | دختری به نام آهو             | بازیگر       | قدرت‌الله صلح‌میرزایی          | شبکه ۵ تهران                            |
| ۱۳۹۰      | این هفت نفر                  | بازیگر       | سیامک صرافت                  | شبکه سه                                 |
| ۱۳۹۰      | نابرده رنج                   | بازیگر       | علیرضا بذرافشان              | شبکه سه                                 |
| ۱۳۸۹      | فاصله‌ها                      | بازیگر       | حسین سهیلی‌زاده               | شبکه سه                                 |
| ۱۳۸۹      | داستان‌های ناتمام             | بازیگر       | صادق پروین آشتیانی           | شبکه پنجم داستان دوم                    |
| ۱۳۸۹      | تبریز در مه                  | بازیگر       | محمدرضا ورزی                 | شبکه یک                                 |
| ۱۳۸۹      | ستاره باران                  | بازیگر       | بهمن زرین پور                | شبکه دو                                 |
| ۱۳۸۸      | سال‌های مشروطه                | بازیگر       | محمدرضا ورزی                 | شبکه یک                                 |
| ۱۳۸۸      | تا رهایی                     | بازیگر       | حسین تبریزی                  | شبکه یک                                 |
| ۱۳۸۸      | گیلعاد                       | بازیگر       | حسین سهیلی                   | شبکه دو                                 |
| ۱۳۸۸      | رستگاران                     | بازیگر       | سیروس مقدم                   | شبکه سه                                 |
| ۱۳۸۷      | آخرین دعوت                   | بازیگر       | حسین سهیلی‌زاده               | شبکه دو                                 |
| ۱۳۸۶–۱۳۸۷ | خط‌شکن                        | بازیگر       | مسعود تکاور                  | ۱۳۸۷ شبکهٔ پنج                           |
| ۱۳۸۵      | از ما بهترون                 | بازیگر       | جواد مزدآبادی                | فیلم تلوزیونی                           |
| ۱۳۸۵      | ۲۳ گرم                       | بازیگر       | جواد مزدآبادی                | فیلم تلوزیونی                           |
| ۱۳۸۴      | پایان نمایش                  | بازیگر       | بهرام زرین پور               | شبکه یک                                 |
| ۱۳۸۲–۱۳۹۲ | شاید برای شما هم اتفاق بیفتد | بازیگر       | محمود معظمی                  | چهار بخش / رمضان ۱۳۸۹، ۱۳۹۰، ۱۳۹۱، ۱۳۹۲ |
| ۱۳۸۷      | طفلان مسلم                   | بازیگر       | مجتبی یاسینی                 | شبکه دو                                 |
| ۱۳۸۷–۱۳۸۶ | پاتوق                        | بازیگر       | شاهین باباپور                | شبکه یک                                 |
| ۱۳۸۶–۱۳۸۵ | شکر تلخ                      | بازیگر       | احمد کاوری                   | شبکه ۲ محصول سیمای مرکز ایلام           |
| ۱۳۸۵      | خون‌بها                       | بازیگر       | جواد مزد آبادی               | ۱۳۸۹ شبکه یک                            |
| ۱۳۸۵      | آدمخوار                      | بازیگر       | جواد مزد آبادی               | شبکه ۲                                  |
| ۱۳۸۴      | جزیره ایکس                   | بازیگر       | جواد مزد آبادی               | شبکه ۳                                  |
| ۱۳۸۳      | کمکم کن                      | بازیگر       | قاسم جعفری                   | شبکه ۲                                  |
| ۱۳۸۳      | مختارنامه                    | بازیگر       | داوود میرباقری               | شبکه ۱                                  |
| ۱۳۸۳      | از نفس افتاده                | بازیگر       | قاسم جعفری                   | شبکه ۱                                  |
| ۱۳۸۲      | بانکی‌ها                      | بازیگر       | مهدی مظلومی                  | شبکه ۲                                  |
| ۱۳۸۲      | داوطلب                       | بازیگر       | مسعود تکاور                  | شبکه ۱                                  |
| ۱۳۷۹_۱۳۸۱ | جوان امروز                   | بازیگر       | یوسف سیدمهدوی                | شبکه سه                                 |
| ۱۳۸۰      | شب آفتابی                    | بازیگر       | قاسم جعفری                   | شبکه ۳                                  |
| ۱۳۸۰      | دردسر والدین                 | بازیگر       | مسعود نوابی                  | شبکه ۳ قسمت ۸ و ۹                       |
| ۱۳۷۹      | خط قرمز                      | بازیگر       | قاسم جعفری                   | ۱۳۸۰–۱۳۸۱ شبکه سه                       |
| ۱۳۷۸      | همسفر                        | بازیگر       | قاسم جعفری                   | شبکه ۳                                  |
| ۱۳۷۹      | رستم و سهراب                 | بازیگر       | رسول نجفیان                  | شبکه چهار                               |

### تئاتر
| سال  | نام                | سمت      | کارگردان        | توضیحات |
| ---- | ------------------ | -------- | --------------- | ------- |
| ۱۴۰۱ | پنچری              | بازیگر   | احسان ناجی      | [ ۱۱ ]  |
| ۱۳۹۷ | خاتون              | بازیگر   | حسین عالم‌بخش    |         |
| ۱۳۹۷ | گذر لوطی هاشم      | بازیگر   | حسین تبریزی     | [ ۱۱ ]  |
| ۱۳۹۷ | دلاک‌ها             | کارگردان | خودش            | [ ۱۲ ]  |
| ۱۳۹۷ | وقایع اتفاقیه      | کارگردان | خودش            | [ ۱۳ ]  |
| ۱۳۹۵ | بازار عاشقان       | بازیگر   | هادی مرزبان     | [ ۱۴ ]  |
| ۱۳۹۵ | غبار               | بازیگر   | محمدرضا مداحیان |         |
| ۱۳۹۲ | سقوط از ارتفاع پست | بازیگر   | کامبیز اسدی     |         |
| ۱۳۸۵ | پایین، گذر سقاخانه | بازیگر   | هادی مرزبان     | [ ۱۴ ]  |
| ۱۳۷۸ | ریچارد سوم         | بازیگر   | داوود رشیدی     |         |
| ۱۳۹۲ | ازدواج‌های مرده     | کارگردان | خودش            |         |